# Clarissa Pinkola Estés
Clarissa Pinkola Estès (Indiana, 27 gennaio 1945) è una scrittrice, poetessa e psicoanalista statunitense, specialista in disturbi post-traumatici.

## Biografia
Nata da una famiglia ispano-messicana, all'età di 4 anni è stata adottata da una famiglia ungherese. È cresciuta nei pressi della frontiera del Michiana, a nord del Midwest. Verso la fine degli anni sessanta è emigrata a occidente, in prossimità delle Montagne Rocciose, dove è vissuta a contatto con persone provenienti dalle più svariate parti del mondo. Si è laureata in psicologia etno-clinica e si è poi specializzata in psicologia analitica.
È stata direttrice del C.G. Jung Center di Denver. 
Nei quattro anni successivi al massacro alla Columbine High School si è occupata del sostegno psicologico alla comunità. Dopo l'11 settembre 2001 ha lavorato con i sopravvissuti e con i familiari delle vittime della costa occidentale e orientale degli Stati Uniti.
Ha ricevuto il Las Primeras Award, “The First of Her Kind” dalla Mexican American Women's Foundation, Washington D.C, e il Primo Premio Joseph Campbell “Keeper of the Lore”. Ha inoltre curato l'introduzione all'edizione per il centenario della nascita di Joseph Campbell de L'eroe dai mille volti.
Da sempre impegnata nel sociale, ha fondato la "Guadalupe Foundation", un'organizzazione che si occupa di trasmettere via radio delle brevi storie che hanno lo scopo di istruire le popolazioni africane su questioni di salute e igiene. Nel 2006 è stata ammessa alla Colorado Women's Hall of Fame, un'organizzazione che dà riconoscimenti alle donne che hanno contribuito alla storia dello Stato del Colorado.
Il suo primo libro, Donne che corrono coi lupi, è stato accolto con estremo favore da critica e pubblico ed è rimasto nella classifica dei best seller del New York Times per tre anni.
È sposata e ha tre figlie: Tiaja, Christine e Melissa.

## Opere
- Donne che corrono coi lupi. Il mito della donna selvaggia (Women Who Run With the Wolves: Myths and Stories of the Wild Woman Archetype), Milano, Frassinelli, 1993 ISBN 8876842527 (Edizione ampliata e aggiornata ottobre 2007)
- Il giardiniere dell'anima (The Faithful Gardener: A Wise Tale About that Which Can Never Die), Milano, Frassinelli 1996 ISBN 8876843914
- L'incanto di una storia (The Gift of Story: A Wise Tale About What is Enough), Milano, Frassinelli, 1997 ISBN 8876844775
- La danza delle grandi madri, Milano, Frassinelli, 2006, ISBN 8876849327
- Storie di donne selvagge, Milano, Frassinelli, 2008, ISBN 8888320180. Raccolta che comprende "Il giardiniere dell'anima", "L'incanto di una storia", "La danza delle grandi madri" e i pezzi inediti "I maghi della pioggia" e "Care anime coraggiose... non perdetevi d'animo"
- Forte è la Donna: dalla Grande Madre Benedetta, insegnamenti per i nostri tempi, Milano, Frassinelli, 2011, ISBN 8888320547
- I desideri dell'anima, Milano, Frassinelli, 2014